# Vrhovine (Lika-Senj)
Pour les articles homonymes, voir Vrhovine.
Vrhovine est un village et une municipalité située dans le comitat de Lika-Senj, en Croatie. Au recensement de 2001, la municipalité comptait 905 habitants, dont 55,03 % de Serbes et 38,45 % de Croates ; le village seul comptait 451 habitants.

## Localités
La municipalité de Vrhovine compte sept localités :
- Donji Babin Potok
- Gornje Vrhovine
- Gornji Babin Potok
- Rudopolje
- Turjanski
- Vrhovine
- Zalužnica

## Personnages célèbres de Vrhovine
- Silvije Strahimir Kranjčević, était un écrivain croate
- Momčilo Popović